# Кубяк, Хиероним
Хиероним Эугениуш Кубяк (пол. Hieronim Eugeniusz Kubiak; 30 сентября 1934, Ruda Pabianicka, Лодзь — 21 апреля 2024) — польский политик, учёный-социолог и филолог-славист, в 1981—1986 годах — член Политбюро ЦК ПОРП. Представлял «либеральное» крыло правящей компартии, был сторонником диалога с Солидарностью, однако принял режим военного положения. Член партийно-правительственной делегации на Круглом столе 1989, участник преобразования ПНР в Третью Речь Посполитую. Известен также как научный и общественный деятель.
Умер 21 апреля 2024 года после продолжительной болезни в возрасте 89 лет.

## Учёный
Родился в рабочей семье из города Руда Пабяницка, ныне район Лодзи. Окончив школу, в 1952 году был направлен на учёбу в Москву. Вернувшись, изучал русскую филологию, затем социологию в Ягеллонском университете Кракова. Получил учёную степень магистра за диссертацию о Чехове, написанную под руководством Виктора Якубовского. В 1968 году защитил докторскую диссертацию по социологии о польской католической церкви в США первой половины XX века.
Опубликовал ряд научных работ по полонистике и польской социологии. Разрабатывал и осуществлял исследовательские программы, в 1976—1981 годах возглавлял в Ягеллонском университете Институт польской диаспоры, сотрудничал с американскими учёными польского происхождения. В 1975—1981 годах — учёный секретарь Исследовательского комитета Польской академии наук.
С 1953 года Хиероним Кубяк состоял в правящей компартии ПОРП. Занимал посты в официальной студенческой ассоциации. В 1971—1972 годах был советником в аппарате правительства ПНР. Идейно и политически Хиероним Кубяк был сторонником демократического социализма. Он с энтузиазмом поддерживал гомулковскую оттепель, но был разочарован антисемитской и антиинтеллигентской кампанией 1968 и подавлением рабочих протестов 1970. Впоследствии Кубяк говорил, что в ПОРП его удерживало левое мировоззрение, сформированное трудным детством: «Я знал, что такое бедность, и хотел сделать всё, чтобы её не было в Польше».

## Партийный «либерал»

### Сторонник реформ
Забастовочное движение летом 1980 Хиероним Кубяк воспринял с пониманием и даже определённой симпатией. Он полностью поддержал Августовские соглашения правительства ПНР с межзаводскими забастовочными комитетами и создание независимого профсоюза Солидарность. Профессиональная известность Кубяка в сфере науки и образования быстро выдвинула его в яркие деятели «либерального крыла» ПОРП.
Хиероним Кубяк ориентировался в руководстве ПОРП на таких деятелей, как Анджей Верблан или Юзеф Класа. С энтузиазмом поддерживал движение «горизонтальных структур», сам состоял в краковской «Кузнице». Призывал к активным дискуссиям в ПОРП, дабы не повторить судьбу догматичной КПП. Став в июне 1981 года членом комитета ПОРП Краковского городского воеводства, Кубяк вошёл в комиссию, созданную для изучения предложений по внутрипартийным преобразованиям. Выступал за диалог и сотрудничество с «Солидарностью». Резко осуждал сталинистский «партийный бетон» (за исключением технократов из PFK, которых Кубяк считал «лично честными людьми»). Был близок в Кракове с видными «партийными либералами» — первым секретарём воеводского комитета ПОРП Кристином Домбровой, секретарём по пропаганде Яном Бронеком, председателем городского совета Анджеем Курцем, редактором официоза Gazeta Krakowska Мацеем Шумовским (все они были видными фигурами «Кузницы»).
Общественное уважение к Хиерониму Кубяку, его яркие выступления способствовали избранию делегатом на IX чрезвычайный съезд ПОРП в июле 1981 года. Первый секретарь ЦК Станислав Каня и его сторонники-«центристы», а также дальновидные представители «бетона» (как Стефан Ольшовский) полагали полезным интегрировать Кубяка в высшие партийные органы для улучшения имиджа ПОРП. Его сотрудничество с краковскими партийными функционерами представлялось достаточной гарантией от «экстремизма». В результате Кубяк с высоким рейтингом был избран в ЦК; за него проголосовало больше делегатов, чем за генерала Кищака, генерала Сивицкого и генерала Милевского. На первом послесъездовском пленуме Кубяк по предложению Кани назначен секретарём по просвещению и кооптирован в состав Политбюро. В высшем партийном органе появилась четвёрка новых членов-«либералов»: Ежи Романик, Ян Лабенцкий, Зофия Гжиб, Хиероним Кубяк (первые трое — рабочие, четвёртый — учёный).

### Член Политбюро
К реальной власти Хиероним Кубяк допущен не был. Его функции ограничивались формальным курированием просвещения, руководством комиссией по культуре и символическими темами вроде «комиссии по изучению причин и хода социальных конфликтов в Народной Польше». Зато консерваторы получили удобную мишень для атаки. Публичный оратор «бетона» Альбин Сивак, также член Политбюро, прямо на заседании интересовался, не состоит ли Кубяк в КОС—КОР (выражение «от Сивака до Кубяка» означало концепцию широкого представительства идеологических течений в руководстве ПОРП). Анонимные тексты намекали на работу Кубяка в ЦРУ и Госдепартаменте (поводом служили его университетские командировки в США). «Бетонная» организация KFP вела против Кубяка листовочную кампанию. Недовольство вхождением Кубяка в Политбюро в разговоре с Леонидом Брежневым выражал Эрих Хонеккер, безосновательно называвший профессора «советником КОС—КОР». В ответ Кубяк обвинял противников в догматизме и нарушении норм партийного устава. Типичный представитель научной интеллигенции, он тяжело переживал жёсткость и грубость политической борьбы, особенно зачисление в «агенты иностранных разведок».
Осенью 1981 года, на фоне приближающегося столкновения, Хиероним Кубяк продолжал выступать за компромисс ПОРП с «Солидарностью». Это вызывало всё большее раздражение «бетона». Сивак образно сравнивал себя с африканским слоном, а Кубяка пренебрежительно именовал «жокеем». Листовочная пропаганда достигла пика, к кампании по дискредитации Кубяка подключился КГБ СССР. Не имея информации об уже принятом силовом решении, Кубяк продолжал поддерживать Каню, а после его отставки — генерала Войцеха Ярузельского. Старался сблизиться с влиятельным членом Политбюро и секретарём ЦК Казимежем Барциковским (эту связку с тревогой фиксировал Юрий Андропов). Безуспешно пытался конкурировать с Ольшовским за контроль над телевидением. Возлагал большие надежды на переговоры генерала Ярузельского, председателя «Солидарности» Леха Валенсы и примаса Польши кардинала Глемпа.
В начале декабря 1981 года, после Радомского заседания президиума Всепольской комиссии «Солидарности», власти начали открытую подготовку к установлению военного режима. Руководство ПОРП обвиняло профсоюз в подготовке вооружённого мятежа. Хиероним Кубяк сделал официальный запрос в МВД: о чём конкретно речь и каковы доказательства? Заместитель министра Кищака генерал Стахура ответил, что доказательством являются тайные склады оружия, которые ещё не найдены, но поиск уже идёт.
Как и значительное большинство партийных «либералов», Хиероним Кубяк поддержал введение военного положения (он и подобные ему политики в целом принимали систему партийный власти и строй реального социализма). Кубяк лишь убеждал Ярузельского, Барциковского, Раковского ограничивать применение насилия (особенно потрясло его кровопролитие на шахте «Вуек»), сам пытался тормозить политическую чистку в системе высшего образования, выступал за конструктивный диалог с католическим епископатом. Призывал сохранять марксистско-ленинскую идеологию, не допуская возврата ни к политике 1970-х, ни к положению до 13 декабря 1981. Состоял в руководстве Патриотического движения национального возрождения, созданного по указанию Ярузельского для расширения базы поддержки ПОРП. Впоследствии Кубяк рассказывал, что ещё в 1981 году предлагал Ярузельскому распустить ПОРП, создать новую левую партию и назначить свободные выборы, на которых она должна одержать победу.
Политическое влияние Хиеронима Кубяка неуклонно снижалось. В июле 1982 года он был снят с должности секретаря ЦК (Ярузельский соблюдал политический баланс: одновременно был снят стратег «бетона» Ольшовский), утратив даже формальные прерогативы. В 1983 году была распущена даже лояльная «Кузница», несмотря на попытки Кубяка сохранить клуб. С другой стороны, вместе с Барциковским и Раковским, Кубяк сыграл заметную роль в роспуске главной «бетонной» организации «Реальность».
Хиероним Кубяк оставался в Политбюро в течение пяти лет. На X съезде ПОРП в июле 1986 года он был выведен из состава высшего партийного органа. То же произошло с Ежи Романиком и Зофией Гжиб (Ян Лабенцкий не состоял с 1982), но с другой стороны — с Альбином Сиваком. Период «от Сивака до Кубяка» завершился.

## После преобразований
Во второй половине 1980-х Хиероним Кубяк занимался общественной деятельностью в дозволенных режимом рамках. Был председателем Всепольского комитета мира, одним из руководителей Фонда польской культуры. К забастовочной волне 1988 отношения не имел ни с какой стороны, но участвовал в Круглом столе 1989: состоял в правительственной делегации в группе по политической реформе.
После поражения ПОРП на альтернативных выборах 1989 года и прихода к власти «Солидарности» Хиероним Кубяк отошёл от политики. Некоторое время был членом консультативного совета при новом МВД. Оставался членом ПОРП до самороспуска партии на XI съезде в 1990 году.
Хиероним Кубяк принял демократические преобразования Польши. Поражение ПОРП в 1989 году полагал закономерностью, а не следствием стечения обстоятельств или частных просчётов, хотя сохранял социалистические взгляды. В Третьей Речи Посполитой занимался научной и общественной деятельностью. Являлся почётным председателем восстановленной краковской «Кузницы». Был активен в организациях сотрудничества с диаспорой. Символом польской истории конца XX — начала XXI века считал Леха Валенсу.